# 蝶々深山
蝶々深山（ちょうちょうみやま）とは、長野県諏訪市の山。霧ヶ峰を構成する山のひとつである。標高1,836メートル。

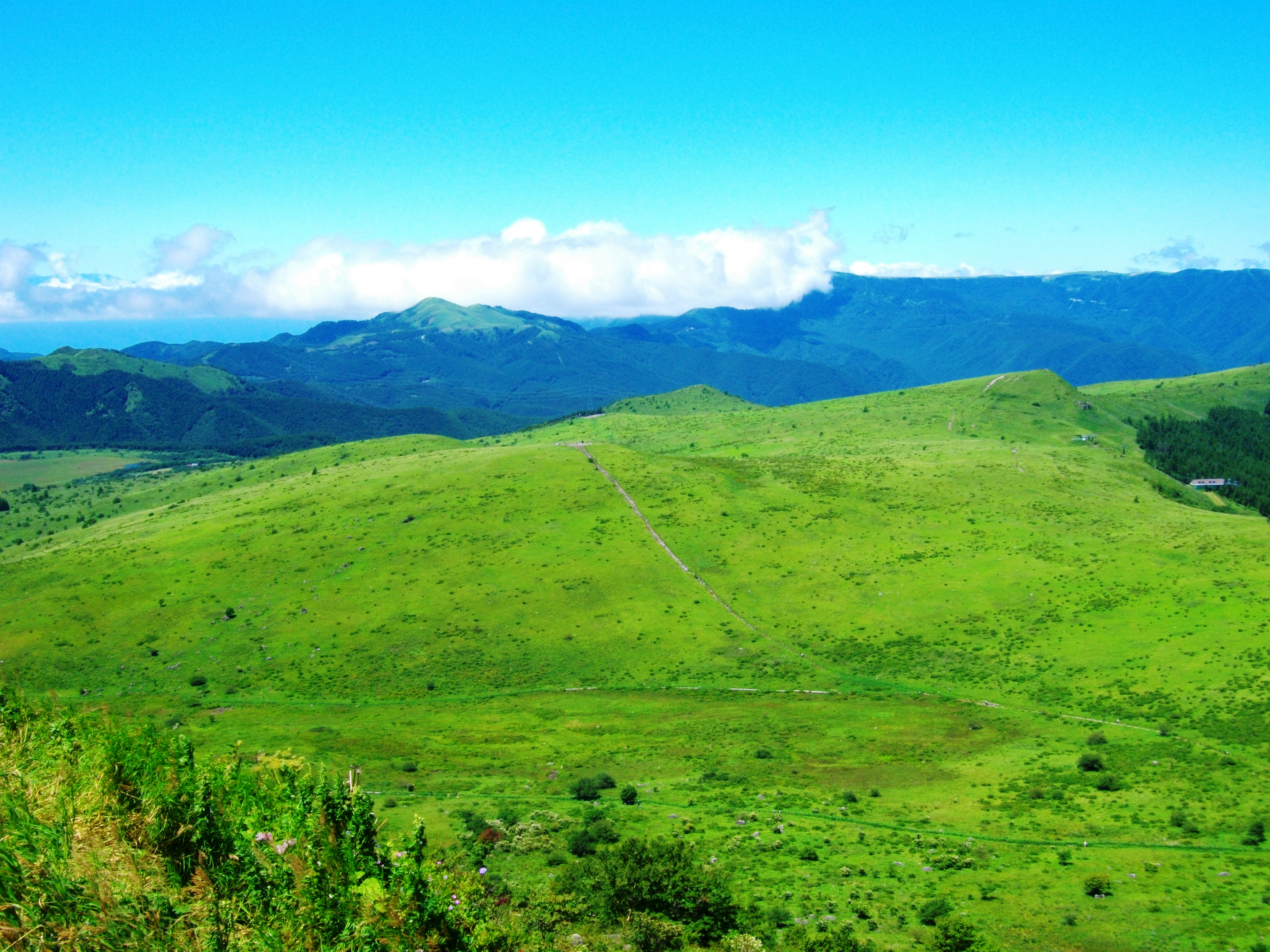
車山から見る蝶々深山
中央部が蝶々深山だが背景に溶け込んで輪郭が分かりにくい